# Hôtel électrique
Pour plus de détails, voir Fiche technique et Distribution.
Hôtel électrique est un film français muet réalisé par Segundo de Chomón en 1908. Précurseur, le film utilise le principe d'animation image par image (stop motion) et la pixilation. Comme souvent, le film est inspiré d'un scénario de film de Georges Méliès, L'auberge ensorcelée (1897).

## Synopsis
Un couple de voyageurs arrive dans un hôtel, où tout est gouverné par des forces mécaniques. Le réceptionniste actionne un tableau de commande et les bagages se déplacent d'eux-mêmes dans la chambre, et les affaires se rangent d'elles-mêmes. Dans sa chambre, sur un tableau de commande identique, le couple peut commander divers services: le cirage de chaussures (les brosses s'agitent toute seules), le déshabillage (les vêtements s'ôtent d'eux-mêmes), la coiffure (les peignes et brosses virevoltent sans intervention humaine), le rasage (le blaireau et le rasoir se meuvent d'eux-mêmes), la correspondance s'écrit d'elle-même (« Cher parents, Installés confortablement, nous accomplissons simplement un des voyages des plus charmants. Meilleurs baisers, Laure et Bertrand », en français dans le texte). Puis Madame s'endort, et Monsieur fume une cigarette. Soudain, à quelques secondes de la fin du film, un homme apparemment saoul abaisse deux commutateurs sur un immense tableau électrique. Aussitôt une machine souterraine semble s'emballer (des éclairs apparaissent en surimpression). Dans la chambre, les meubles virevoltent, le jeune couple est emporté. Dans le lobby, les meubles s'entrechoquent, et on aperçoit à nouveau le jeune couple au milieu de l'immense désordre.

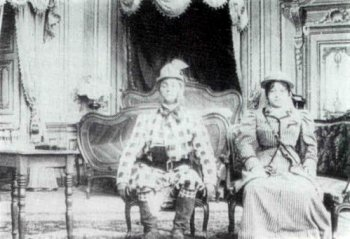
Le réalisateur, Segundo de Chomón, et son épouse, Julienne Mathieu, interprètent Bertrand et Laure, un couple otage d'un hôtel magique)

## Fiche technique
- Titre original : Hôtel électrique
- Titre espagnol : El hotel eléctrico
- Titre américain : The Electric Hotel
- Titre hongrois : Az elektromos szálloda
- Titre italien : Hotel elettrico
- Réalisation : Segundo de Chomón
- Pays de production :  France
- Société de production : Pathé Frères
- Longueur : 8 minutes; 139 mètres (2007, France), 145 mètres (1908, USA), 150 mètres (1908, France)
- Format : Noir et blanc - 1,33:1 - Muet
- Dates de sortie :
  - France : 31 octobre 1908
  - États-Unis : 19 décembre 1908

## Distribution
- Segundo de Chomón : Bertrand
- Julienne Mathieu : Laure
- un réceptionniste